# Patellapis kabetensis
Patellapis kabetensis är en biart som först beskrevs av Cockerell 1937.  Patellapis kabetensis ingår i släktet Patellapis och familjen vägbin. Inga underarter finns listade i Catalogue of Life.